# Europäische Faulbrut

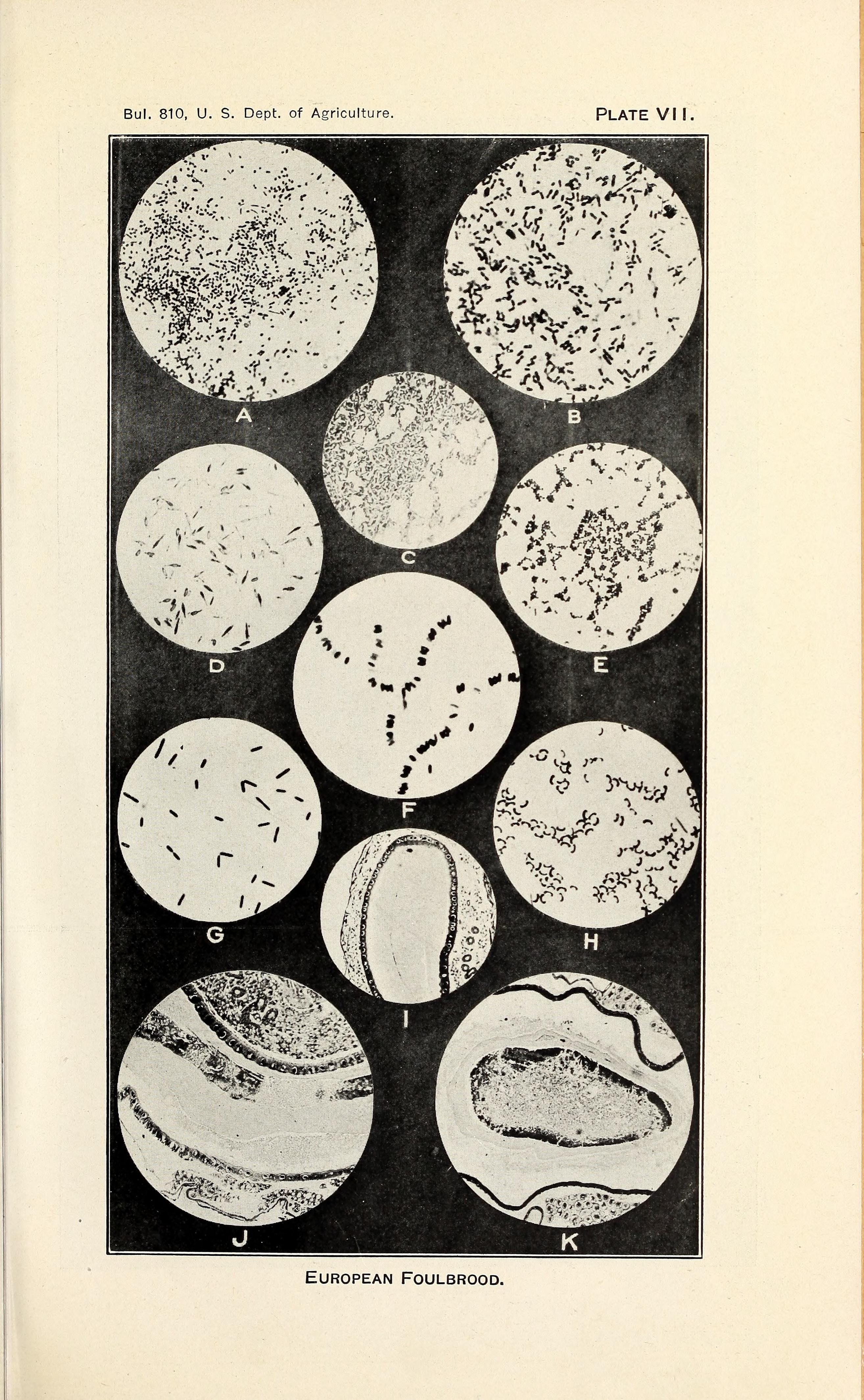
Mikroskopische Aufnahmen des Erregers der Europäischen Faulbrut Abbildungen A, B

Die Europäische Faulbrut oder Gutartige Faulbrut ist eine weltweit verbreitete Brutkrankheit der Honigbiene. Auslöser ist das Bakterium Melissococcus plutonius (Familie Enterococcaceae), das in betroffenen Bienenvölkern junge Larven befällt. Diese sterben im Verlauf ihrer Entwicklung ab, teilweise unter Einwirkung weiterer Bakterienarten. Bei der Zersetzung entsteht ein säuerlicher Geruch, weswegen die Krankheit auch unter dem Namen Sauerbrut bekannt ist.
Die Tierseuche gilt als weniger problematisch als die vom Erscheinungsbild her ähnliche Amerikanischen Faulbrut (AFB), die durch Paenibacillus larvae ausgelöst wird. Sie tritt gehäuft auf bei geschwächten Bienenvölkern oder einem knappen Nahrungsangebot.

## Infektionsverlauf
Der primäre Erreger Melissococcus plutonius infiziert Bienenlarven, die höchstens 48 Stunden alt sind. Dabei gelangt er über die Nahrung in den Mitteldarm, wo er sich vermehren kann. Im Normalfall stirbt die Larve noch im Rundlarvenstadium, bevor die Zelle verdeckelt wird. Es können die Larven aller drei Bienenwesen, also von Königinnen, Arbeiterinnen und Drohnen, befallen werden.
Falls die Larve nicht durch den Primärerreger stirbt, kann sie auch noch von weiteren Bakterienarten befallen werden. Als solche Sekundärerreger wurden Enterococcus faecalis, Paenibacillus alvei und Achromobacter eurydice beschrieben.

### Übertragung
Bienen können die Faulbrut durch Verflug und Räuberei in weitere Völker ausbreiten. Weitere Ursachen für eine Übertragung sind das Austauschen von gesunden und kranken Waben durch den Imker, das Verstellen von infizierten Völkern oder der Gebrauch von kontaminiertem Imkerwerkzeug. Auch das Verfüttern von kontaminiertem Honig oder anderem Futter kann zu einer Ansteckung führen.

## Diagnose
Da für die Krankheit verschiedene sekundäre Erreger eine Rolle spielen, kann das Erscheinungsbild verschieden ausfallen.
Mögliche Symptome sind:
- lückenhaftes Brutnest (nicht ausreichend, kann auch andere Gründe haben, z. B. Varroose)
- saurer Geruch
- tote Larven liegen verdreht in ihren Zellen
- eingetrocknete Larven bilden Schorf

Ein Unterscheidungsmerkmal zur Amerikanischen Faulbrut ist die Streichholzprobe. Dabei sticht man mit dem hinteren Ende eines Streichholzes in eine krankheitsverdächtige Zelle und zieht es wieder heraus. Von der Amerikanischen Faulbrut befallene Larven ziehen dabei einen schleimigen, braunen Faden.  Bei der Europäischen Faulbrut bildet sich hingegen kein Faden.

## Bekämpfung
Derzeit gibt es kein Mittel, um erkrankte Bienenvölker zu heilen. Stark befallene Völker müssen deshalb durch Abschwefeln vernichtet werden. Im Anschluss muss das kontaminierte Material entweder verbrannt oder mit einem geeigneten Desinfektionsmittel behandelt werden. Dies kann zum Beispiel 6%ige heiße Sodalösung oder 3–5%ige heiße Natronlauge sein. Da das Bakterium auch im Wachs und Propolis vorhanden ist, muss dieses zuerst abgekratzt oder abgeflammt werden.
Völker, die noch sanierbar erscheinen, können durch das Kunstschwarmverfahren gerettet werden. Dabei werden die erwachsenen Bienen in eine Schwarmkiste abgewischt und das gesamte Wabenmaterial vernichtet. Das Volk muss im Anschluss regelmäßig auf einen Neuausbruch der Krankheit überprüft werden.
Anders als in Deutschland und Österreich ist die Europäische Faulbrut (hier auch als „Sauerbrut“ bezeichnet) in der Schweiz eine meldepflichtige Tierseuche. Bei Verdacht muss umgehend der lokale Bieneninspektor benachrichtigt werden, der die befallenen Völker abtötet.